# Koebelia californica
Koebelia californica är en insektsart som beskrevs av Baker 1897. Koebelia californica ingår i släktet Koebelia och familjen dvärgstritar. Inga underarter finns listade i Catalogue of Life.